# Chicago Pile-1

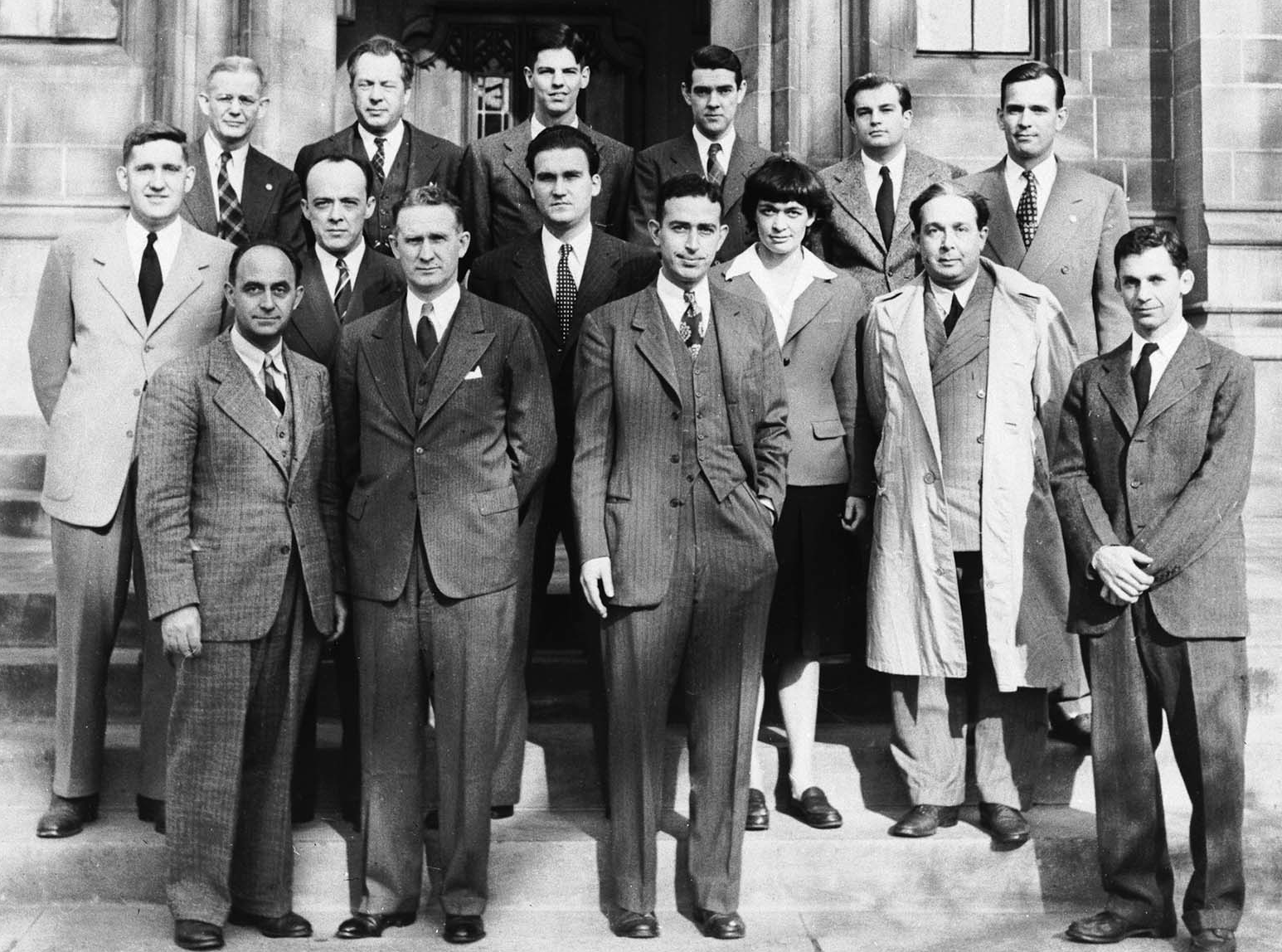
El equipo del Chicago Pile-1.

El Chicago Pile-1 (CP-1) fue el primer reactor nuclear artificial del mundo. Fue construido sobre un campo de racquets, un antiguo juego de raqueta, debajo de las gradas del estadio abandonado Alonzo Stagg Field, en la Universidad de Chicago. La primera reacción nuclear en cadena auto-mantenida se inició en el CP-1 el 2 de diciembre de 1942. El lugar donde se produjo la primera reacción nuclear fue declarado Hito histórico Nacional en 1965. El lugar fue nombrado hito de Chicago en 1971 ya que fue el lugar en donde se produjo la primera reacción nuclear. Es uno de los cuatro lugares originales del registro de lugares históricos de Chicago, que se creó el 15 de octubre de 1966.

## Reactor
El reactor estaba formado por una pila de uranio y bloques de grafito, que fueron ensamblados bajo la supervisión del físico italiano Enrico Fermi, en colaboración con Leó Szilárd, el descubridor de la reacción en cadena. Contenía una masa crítica de material fisible, junto con las varas de control, y fue construido como parte del Proyecto Manhattan. La forma de la pila se intentó que fuera más o menos esférica, pero según los trabajos fueron avanzando, Fermi calculó que la masa crítica se podría alcanzar sin terminar la pila entera tal y como había sido planeada en un principio.
Una huelga de trabajadores impidió la construcción de la pila en el laboratorio en la reserva del bosque de Argonne, por lo que Fermi y sus asociados Martin Whittaker y Walter Zinn ubicaron el edificio en el campo de racquets abandonado, bajo la grada oeste del campo. Tal pila estaba compuesta de bolas de uranio que formaban un "núcleo" productor de neutrones separadas unas de otras por bloques de grafito que hacían las veces de moderador nuclear. El control consistía en varas recubiertas de cadmio que absorbían los neutrones. La retirada de las varas incrementaría la actividad de los neutrones de la pila para llegar a la reacción en cadena auto-mantenida. Volver a introducir las varas en las pilas pararía la reacción.

## Primera reacción nuclear
El 2 de diciembre de 1942, el CP-1 estaba listo para la demostración. Ante un grupo de dignatarios, el joven científico George Weil retiró la última vara de control mientras Fermi monitoreaba cuidadosamente la actividad de los neutrones. La pila alcanzó la masa crítica a las 3:25 h y Fermi la apagó veintiocho minutos después.
Las operaciones en el CP-1 se terminaron en febrero de 1943. El reactor fue desmantelado y trasladado a Red Gate Woods, el antiguo emplazamiento de Laboratorio Nacional de Argonne, donde fue reconstruido usando materiales originales, a los que se añadió una protección radiológica, y fue renombrado como Chicago Pile-2 (CP-2). Este comenzó sus operaciones en marzo de 1943 y fue más tarde enterrado en el mismo lugar, conocido como Site A/Plot M Disposal Site (Lugar A/Parcela M de Eliminación)

## Relevancia y conmemoración
El lugar donde se produjo la primera reacción nuclear de origen humano recibió la designación de Hito histórico Nacional el 18 de febrero de 1965. El 15 de octubre de 1966, día en que se promulgó la Ley para la preservación de la Historia Nacional, fue añadido al registro de sitios históricos. El lugar fue declarado Chicago Landmark (Hito de Chicago), el 27 de octubre de 1971. Un pequeño bloque de grafito de la pila se puede ver en el Museo de Ciencia e Industria de Chicago. Una estatua de Henry Moore, Nuclear energy, conmemora el experimento nuclear.